# Alfonso Buonocore
Alfonso Buonocore (Napoli, 11 maart 1933 – aldaar, 13 mei 2023) was een Italiaans waterpolospeler en zwemmer.
Buonocore nam tweemaal deel aan de Olympische Zomerspelen; in 1952 en 1956. In 1952 nam hij zonder succes deel aan het onderdeel 100 meter vrije slag. In 1956 maakte hij deel uit van het Italiaanse team dat als vierde eindigde. Hij speelde vijf wedstrijden.
Buonocore overleed in mei 2023 op 90-jarige leeftijd.
Cosimo Antonelli · 
Alfonso Buonocore · 
Enzo Cavazzoni · 
Maurizio D'Achille · 
Giuseppe D'Altrui · 
Frederico Dennerlein · 
Luigi Mannelli · 
Angelo Marciani · 
Paolo Pucci · 
Cesare Rubini · 
Rosario Parmegiani (R)